# EBU Circuit 1989/90 (Finale)
Der EBU Circuit 1989/90 im Badminton wurde mit einem Finale abgeschlossen. Es fand vom 8. bis zum 9. September 1990 in Mülheim an der Ruhr statt. Es war das erste Mal, dass ein Circuit von einem Finalturnier gekrönt wurde.

## Ergebnisse

### Herreneinzel

#### Halbfinale
| Sieger                 | Verlierer     | Ergebnis   |
| ---------------------- | ------------- | ---------- |
| Thomas Stuer-Lauridsen | Claus Thomsen | 15-6, 15-9 |
| Andrei Antropow        | Stephan Kuhl  | 15-7, 15-6 |

#### Finale
| Sieger                 | Verlierer       | Ergebnis     |
| ---------------------- | --------------- | ------------ |
| Thomas Stuer-Lauridsen | Andrei Antropow | 15-10, 15-10 |

### Dameneinzel

#### Halbfinale
| Datum               | Sieger         | Verlierer        | Ergebnis |
| ------------------- | -------------- | ---------------- | -------- |
| Elena Rybkina       | Irina Serova   | 11-4, 6-11, 11-6 |          |
| Vlada Chernyavskaya | Camilla Martin | 1-11, 11-7, 11-6 |          |

#### Finale
| Datum         | Sieger              | Verlierer        | Ergebnis |
| ------------- | ------------------- | ---------------- | -------- |
| Elena Rybkina | Vlada Chernyavskaya | 11-3, 9-12, 11-5 |          |